# Ел Капитан
Ел Капитан (на английски: El Capitan) е отвесно скално образувание, разположено близо до западния край на долината Йосемити в националния парк Йосемити, планината Сиера Невада, Калифорния, САЩ. Има височина 2308 m над морското равнище, като височината на стената на гранитния монолит е 900 m и на нея има много популярни маршрути за скално катерене.